# Avicennia germinans
Avicennia germinans är en akantusväxtart som först beskrevs av Carl von Linné, och fick sitt nu gällande namn av Carl von Linné. Avicennia germinans ingår i släktet Avicennia och familjen akantusväxter. Inga underarter finns listade i Catalogue of Life.

## Bildgalleri

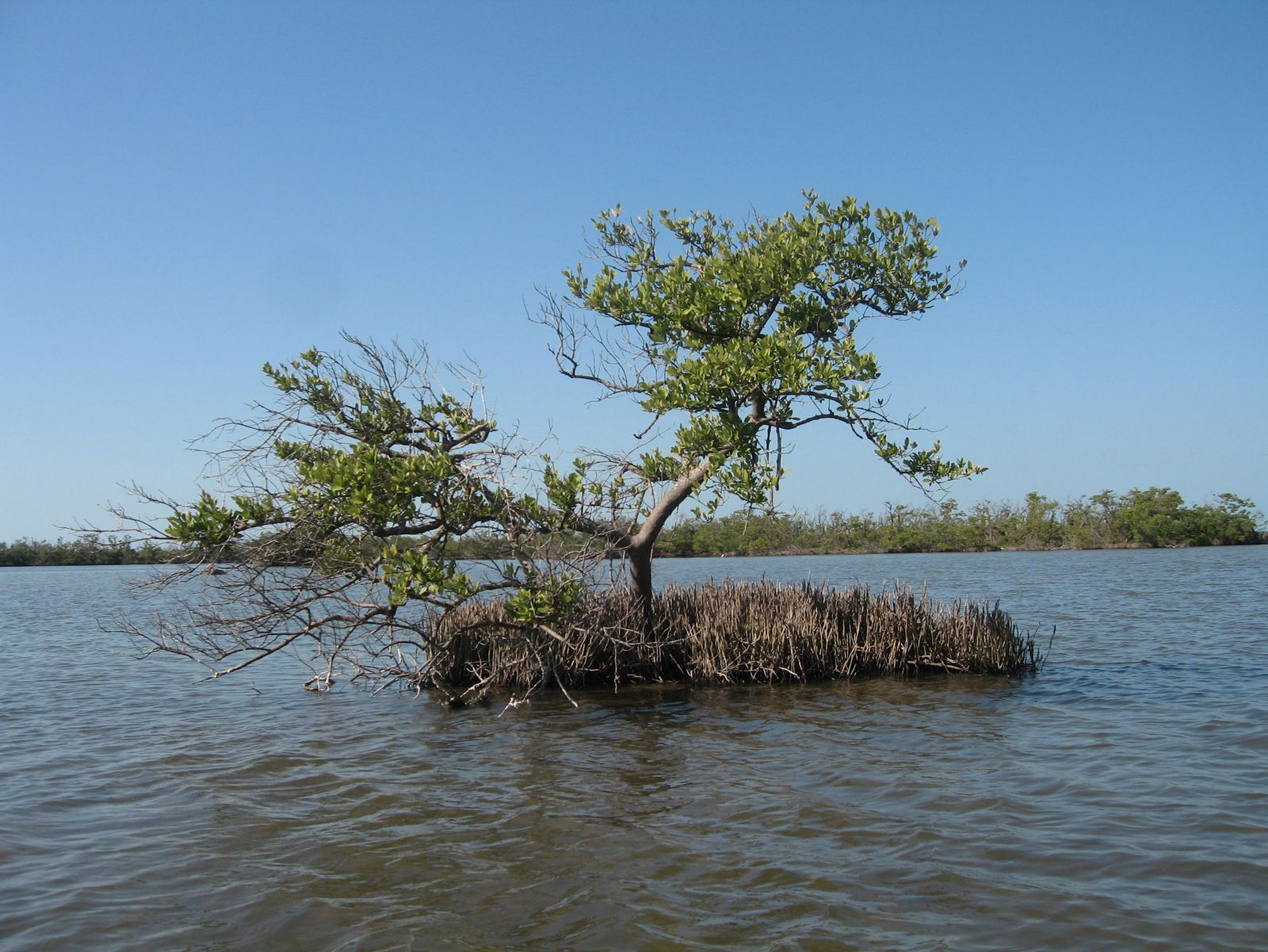
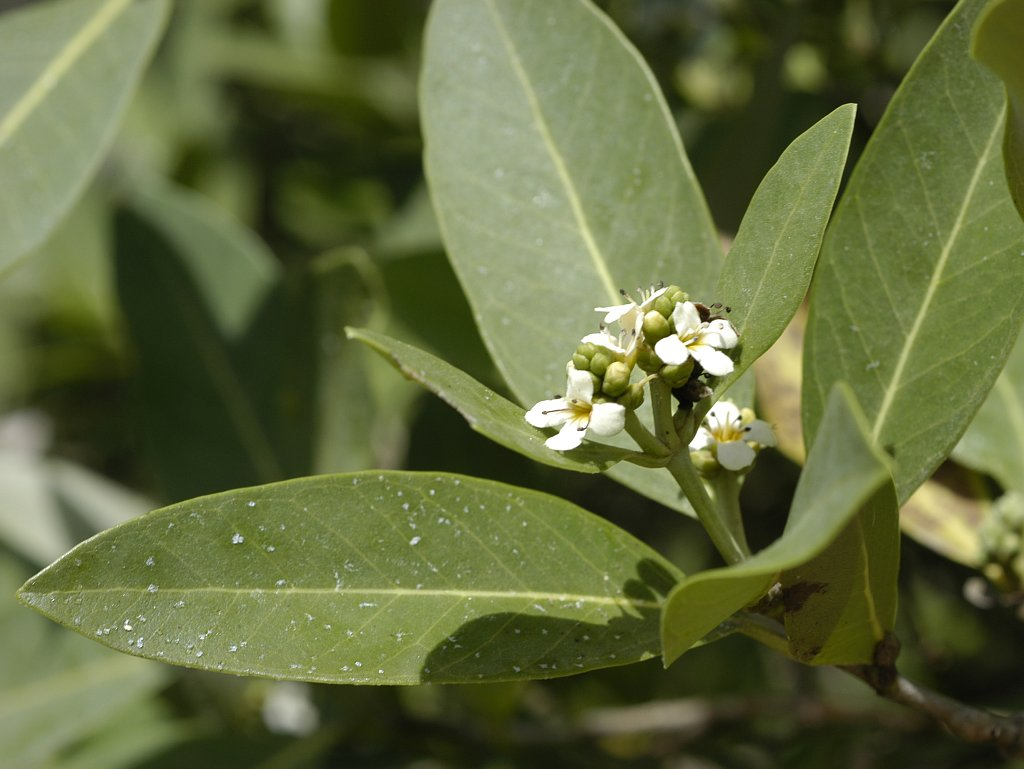